# Albert Alin
Albert Alin (ur. 18 maja 1907 roku, zm. 19 lutego 2002 roku w Neuilly-sur-Seine) – francuski kierowca wyścigowy.

## Życiorys
W swojej karierze wyścigowej de Alin poświęcił się startom w wyścigach Grand Prix oraz w wyścigach samochodów sportowych. W latach 1933-1934, 1937, 1939 Francuz pojawiał się w stawce 24-godzinnego wyścigu Le Mans. W pierwszym sezonie startów uplasował się na czwartej pozycji w klasie 1.1, a w klasyfikacji generalnej był jedenasty. Rok później, ponownie w klasie 1.1, został sklasyfikowany na trzynastym miejscu. Dało to ekipie Alin Frères 21. miejsce w klasyfikacji generalnej. Po dwóch latach przerwy, w 1937 roku, wystartował w klasie 750, korzystając z samochodu prowadzonego przez ekipę Gordini. Świętował tam zwycięstwo w swojej klasie oraz 17. miejsce w klasyfikacji generalnej. Rok później odniósł zwycięstwo w klasie 750 (19. miejsce w klasyfikacji generalnej).